# Бюро украинской киножурналистики
Бюро́ украи́нской киножурнали́стики (БУК) (укр. Бюро української кіножурналістики) — веб-сайт о культурной и общественной жизни украинского кинематографа. Основной целью деятельности сайта является распространение украинского кино в пределах Украины и за рубежом. Также данное Бюро проводит ежегодные опросы среди кинокритиков и киножурналистов «Итоги украинского кинопроцесса и кинопроката», которые в силу профессиональных интересов следят за тем, что происходит в отечественном кино.

## Деятельность
БУК тесно взаимодействует с Ассоциацией кинокритиков НСКУ, в рамках опроса определяются лучшие украинские фильмы текущего года в таких номинациях:.
- Лучший украинский фильм
- Лучший украинский игровой фильм
- Лучший украинский неигровой фильм
- Лучший украинский анимационный фильм
- Лучший украинский короткометражный фильм
- Лучший украинский фильм-дебют

## Основание
Первые упоминания о Бюро украинской киножурналистики в сети Интернет появились 2 марта 2015 года, официальная страница в социальной сети Facebook была создана 11 октября 2017 года.
Сергей Васильев — член Национального союза кинематографистов Украины и Украинской киноакадемии, член жюри FIPRESCI ОМКФ-2018, соавтор законопроекта № 1359 от 10 декабря 2014 года, кандидат искусствоведения. С 2008 года преподаёт в Киевском национальном университете театра, кино и телевидения имени И. К. Карпенка-Карого, с 2011 года — координатор Бюро украинской киножурналистики, проводит ежегодные опросы кинокритиков и киножурналистов, посвящённые украинскому кинопрокату и кинопроцессу. Кроме того, в 2015—2017 годах был редактором сайта Национального союза кинематографистов Украины.
Сергей Васильев заявил, что сбор за показ фильмов также ставит под удар и прокат авторского кино в Украине: «Сейчас в кинотеатрах идет фильм „50 оттенков серого“. Он вышел на 267 копиях. Зато фильм „Голгофа“ — одна из лучших прошлогодних картин — вышел на 13 копиях. А есть фильмы, которые выходят ещё меньшим количеством копий — до пяти. Повышение платы за удостоверение, даже разовой, будет опасным для проката художественных фильмов. А это останавливает развитие кинозрителя и его способность сопротивляться пропаганде. Ведь лучший способ борьбы с пропагандой — это аудиовизуальная культура, когда человек может расшифровать язык кино и понять, где им манипулируют», — сказал Васильев.